# 20892 Макхілл
20892 Макхілл (20892 MacChnoic) — астероїд головного поясу, відкритий 20 листопада 2000 року.
Тіссеранів параметр щодо Юпітера — 3,620.